# Liste der Baudenkmale in Wittenförden
In der Liste der Baudenkmale in Wittenförden sind alle Baudenkmale der Gemeinde Wittenförden (Landkreis Ludwigslust-Parchim) und ihrer Ortsteile aufgelistet (Stand: Januar 2021).

## Wittenförden
| ID | Lage                                                   | Bezeichnung                                                                     | Beschreibung | Bild                               |
| -- | ------------------------------------------------------ | ------------------------------------------------------------------------------- | --- | ---------------------------------- |
|    | Alte Dorfstraße 5 (Karte)                              | Pfarrhof mit Wohnhaus und Scheune                                               | |                                    |
|    | Alte Dorfstraße 17 (Karte)                             | Scheune                                                                         | |                                    |
|    | Alte Dorfstraße 32 (Flur: 2, Flurstück: 110/0) (Karte) | Kirche mit umgebender Trockenmauer                                              | Neugotische Saalkirche von 1854 bis 1856 aus Backstein mit schlanken, hohen Turm an Stelle der abgerissenen alten Kirche von 1216; Chor mit polyg. Apsis. | Kirche mit umgebender Trockenmauer |
|    | (Karte)                                                | Kriegerdenkmal 1914/18 und 1939/45                                              | |                                    |
|    | Rogahner Straße 2 (Karte)                              | Bauerngehöft mit Wohnhaus/Stallscheune, Hofmauer und Hofpflasterung (Juni 1993) | |                                    |
|    | Rogahner Straße 3 (Karte)                              | Büdnerei                                                                        | |                                    |